# Рибненська сільська рада (Тисменицький район)
| Рибненська сільська рада — орган місцевого самоврядування у Тисменицькому районі Івано-Франківської області з адміністративним центром у с. Рибне. Утворена 20 грудня 1991 року. Водоймища на території, підпорядкованій даній раді: річка Ямничанка. Сільській раді підпорядковані населені пункти: - с. Рибне |

## Склад ради
Рада складається з 12 депутатів та голови.

### Керівний склад ради
| ПІБ                      | Основні відомості                                                                             | Дата обрання | Дата звільнення |
| ------------------------ | --------------------------------------------------------------------------------------------- | ------------ | --------------- |
| Ісаків Василь Григорович | Сільський голова, 1957 року народження, освіта, член Всеукраїнського об'єднання «Батьківщина» | 26.03.2006   | 31.10.2010      |

Примітка: таблиця складена за даними джерела